# ボックスオフィス・ボム
ボックスオフィス・ボム / ボックスオフィス・フロップ（Box-office bomb / box-office flop）は、映画産業において興行的に大きな失敗をした映画作品を意味する用語。box-officeは原義的には映画館のチケット売り場（かつては箱型だったことから）のことであり、転じて興行収入を意味する。

## 概要
通常、製作費とマーケティング費の合計が興行収入を上回った映画は「爆死」と認識され、主に事前の期待値が高く、製作費が高額になる大手映画スタジオの製作作品に対して用いられる。また、批評家からの評価が賛否両論となることでも「爆死」が引き起こされることがあるが、低評価を受けた映画が必ずしも興行収入に悪影響を与えるとは限らない。

## 原因

### 外的要因
映画の公開時期によって興行収入が大きな影響を受ける場合があり、この例としてはD・W・グリフィスの『イントレランス』が挙げられる。同作はアメリカ国内における第一次世界大戦に対する反戦感情が高かった時期に製作が始まったが、製作が長引いたことで参戦機運が高まった時期に公開され、国内世論とかけ離れた内容になってしまった結果、興行的に失敗した。また、国際サッカー連盟(FIFA)が出資して製作されたドキュメンタリードラマ『ユナイテッド・パッションズ』は、アメリカではFIFA幹部の不正に関する捜査が行われていた時期に公開され、またサッカーへの関心が低かったこともあり興行成績は振るわず、オープニング週末の興行収入は918ドルという結果に終わった。
この他にアメリカ同時多発テロ事件、ハリケーン・ハービーの上陸、新型コロナウイルス感染症の流行などの国家非常事態や災害被害が発生した直後に公開された映画は興行収入に大きな影響を受けることが多い。

### 内的要因
製作費や宣伝費が高額になり過ぎた結果、興行収入が好調でも「失敗した」と見なされる場合があり、この例としては『天国の門』が挙げられる。同作は製作期間が予定よりも3か月間長引いた結果、製作費が当初の1200万ドルから4400万ドルに膨れ上がった。最終的な興行収入は350万ドルに留まったため、興行的な大失敗となってしまった。『サハラ 死の砂漠を脱出せよ』は製作費や配給費など2億8120万ドルの費用が掛かったが、興行収入が1億1900万ドル、テレビ放送収入などを含めた全体の収益が2億290万ドルだったため、7830万ドルの損失を出している。『ジョン・カーター』は興行収入2億3400万ドルを記録したものの、製作費2億5000万ドル及び全世界での宣伝費用の回収はできず、最終的に2億ドルの損失を出している。

## 損失の回収
公開当初は「失敗」と判断された映画が、他の要因で「成功」と判断される場合がある。製作国では興行的に失敗した映画が海外市場で成功を収める場合や、テレビ放送権売買、映画館以外での配給、家庭用ソフト販売などを通して損失を回収することがある。また、公開後にカルト的な人気を得たり、後年再評価されることで成功と判断されることもある。これらの例としては『めまい』の他、『ブレードランナー』『オズの魔法使』『素晴らしき哉、人生!』『市民ケーン』『夢のチョコレート工場』が挙げられる。

## 映画スタジオへの影響
極端なケースでは、1本の映画の興行不振で映画スタジオが財政赤字や倒産に追い込まれることもある。例としてはユナイテッド・アーティスツ（『天国の門』）、カロルコ・ピクチャーズ（『カットスロート・アイランド』）が挙げられる。また、『ライラの冒険 黄金の羅針盤』の興行不振はニュー・ライン・シネマがワーナー・ブラザースに吸収される原因になったと言われている。
スクエア・ピクチャーズが製作した『ファイナルファンタジー』は賛否両論の評価を受け、1億4500万ドルの製作費を回収することができなかった。同作の失敗を受けたスクエア・ピクチャーズは映画製作から撤退し、その後スクエア・エニックスの連結子会社（スクウェア・エニックス イメージ・スタジオ部）になった。イメージムーバーズ・デジタルが製作した『少年マイロの火星冒険記3D』は1億4000万ドル以上の損失を出し、名目ドルベースで最も大きな損失を出したボックスオフィス・ボム作品として知られている。同作の製作時点でイメージムーバーズ・デジタルは閉鎖することが決まっていたが、同作の失敗が明らかになった後は同社の他の映画企画が全て中止された。

## インディペンデント映画
『フラッシュバック・キラー』はアメリカでの興行収入が30ドルという結果となった。同作の製作費は120万ドルで、映画俳優組合からの要件を満たすためにダラスで6日間だけ上映されたことから、こうした興行成績になった。出演者のレオ・グリロによると6枚のチケットが売れ、そのうち2枚が出演者が購入したという。また、イギリス映画『Offending Angels』も興行収入が100ポンド（150ドルに相当）という結果を出して話題となった。同作の製作費は7万ポンド（10万5000ドルに相当）で、「本当に酷いゴミの山」（BBC）、「救いようがない映画」（トータル・フィルム）などと酷評された。『The Worst Movie Ever!』は上映館1館のみで興行収入11ドルを記録し、『フラッシュバック・キラー』を上回る最低興行成績を記録している。